# Dietrich Tiedemann
Pour les articles homonymes, voir Tiedemann.
Dietrich Tiedemann , né le 3 avril 1748 à Bremervörde, près de Brême, et mort le 24 mai 1803 à Marbourg, est un historien allemand de la philosophie.

## Biographie
Il professa les langues anciennes au Collegium Carolinum de  Cassel, puis la philosophie et le grec à Marbourg. Il penchait pour la philosophie de Locke, et c'est de ce point de vue qu'il a jugé les divers systèmes.
On lui doit entre autres : 
- Système de la philosophie stoïcienne (en allemand, Leipzig, 1776) ;
- Esprit de la philosophie spéculative depuis Thalès jusqu'à Berkeley, (en allemand, 1787-1797).

Il est le père de l'anatomiste Friedrich Tiedemann.